# Национально-христианская партия
Национально-христианская партия «Зартонк» (арм. «Զարթոնք» ազգային քրիստոնեական կուսակցություն) — консервативная политическая партия в Армении, основанная 29 апреля 2021 года. Лидер партии — Ара Зограбян.

## История
Партия создана 29 апреля 2021 года после протестов, вызванных подписанием Николом Пашиняном договора о прекращении огня в Нагорном Карабахе. Одним из основателей и лидером партии стал председатель Палаты адвокатов Армении Ара Зограбян.
Партия заявила о своём намерении участвовать в досрочных парламентских выборах 2021 года. Получив по их результатам в свою поддержку лишь 0,36 % избирателей и не преодолев минимальный порог в 5 %, делегировать в Национальное собрание страны ни одного своего представителя партия не смогла. Наряду с рядом других политических сил, «Возрождение» не признало итоги прошедших выборов, однако заявление о признании их недействительными, Центральная избирательная комиссия Армении отклонила.
В ноябре 2021 года партия приняла участие в местных выборах в городе Гюмри, получив 4 места в городском совете Гюмри.

## Результаты выборов

### Парламентские выборы
| Выборы | Голоса | %    | Кресла   | Позиция  |
| ------ | ------ | ---- | -------- | -------- |
| 2021   | 4619   | 0,36 | 0 из 107 | 15 место |

## Идеология
Партия выступает за развитие сильного национального государства, укрепление вооруженных сил страны, укрепление экономики и защиту прав граждан, основывая свои убеждения на христианских ценностях и отстаивая роль Армянской Апостольской Церкви в обществе. Партия также поддерживает стремление к признанию независимости Республики Арцах.